# Buslijn 290 (Rotterdam)
Buslijn 290 is een buslijn in de regio Rotterdam, die wordt geëxploiteerd door de RET. De lijn rijdt van metrostation Zuidplein via de A15 en industrieterrein Donkersloot naar de Ridderhaven in Ridderkerk en is een zogenaamde "Snelbus", aangezien hij grotendeels over de snelweg rijdt. De lijn rijdt alleen tijdens de spitsuren ('s ochtends naar Ridderkerk en 's middags naar Zuidplein).

## Geschiedenis
In 1991 stelde Westnederland een buslijn in tussen Zuidplein en hun hoofdkantoor in Ridderkerk Donkersloot, welke 's ochtends 4x naar Ridderkerk en 's middags 4x naar Zuidplein reed. In 1993 werd de lijn verlengd naar Holec en later naar het huidige eindpunt naar de Ridderhaven. Na in 1994 in de handen van Zuidwestnederland, in 1999 in die van Connexxion en in 2008 in die van Qbuzz te zijn gevallen, wordt lijn 290 sinds 2011 geëxploiteerd door de RET.